# Cordyline sellowiana
Cordyline sellowiana là một loài thực vật có hoa trong họ Măng tây. Loài này được Kunth mô tả khoa học đầu tiên năm 1850.